# Calif
Der Caproni Vizzola Calif ist eine Reihe von Segelflugzeugen, die in den 1970er und 1980er in Italien von Caproni Vizzola, einem ehemals der Unternehmensgruppe Caproni angehörenden Flugzeughersteller mit Standort in Vizzola Ticino, produziert worden ist.
Ein besonders markantes Modell der Familie, und das einzige, welches in größerer Stückzahl produziert wurde (ca. 150 in den frühen 1980ern) war die A-21S, eine zweisitzige Version, bei welcher der Fluggast/Copilot neben dem Piloten sitzt. Zwischenzeitlich hielt dieses Flugzeug vier Weltrekorde, unter anderem:
- FAI-Geschwindigkeitsrekord der Frauen geflogen von Adele Orsi und Franca Bellengeri im August 1974
- Flugstrecke 970,4 km, erflogen durch Ingo Renner und Hilmer Geißler in Australien 1975

## Varianten
- A-10 (Einzelstück)
- A-12 (zwei Stück)
- A-14 (Einzelstück) – zuletzt in Australien gesichtet
- A-15 (Einzelstück)
- A-20
  - A-20S – doppelsitzige Version der A-20
- A-21 – doppelsitzige Version der A-14
  - A-21J – Version mit Strahltriebwerk im unteren Vorderrumpf hinter den Sitzen, erster Prototyp 1976 von Lockheed gekauft für Freiflugmessungen an Flügelprofilen[2]
  - A-21S – Serienversion der A-21
    - A-21SJ – mit Strahltriebwerk im oberen Vorderrumpf, Lufteinlass an der Rumpfoberseite und Auslässe an den Seiten[2]

## Calif A-21S

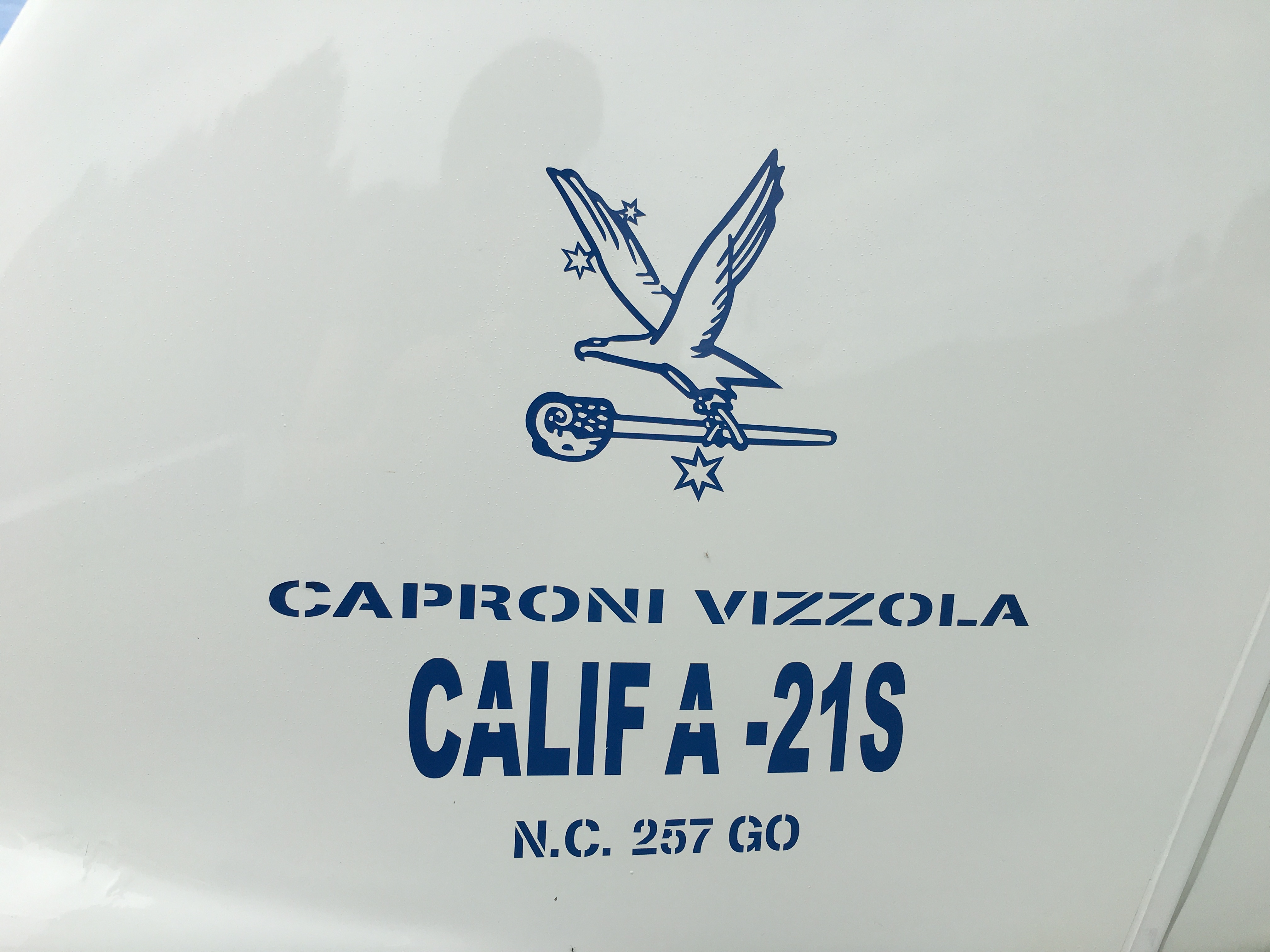
Logo Caproni Vizzola am Leitwerk eines Calif A-21S

Der Calif A-21S ist ein Hochleistungssegelflugzeug mit nebeneinander angeordneten Sitzen. Es entspricht den Lufttüchtigkeitsanforderungen der italienischen Luftfahrtbehörde RAI, den Anforderungen der British Airworthiness Requirement für Wolkenflug, sowie den Anforderungen der US-amerikanischen FAA und den Lufttüchtigkeitsanforderungen des deutschen Luftfahrtbundesamtes (LBA).

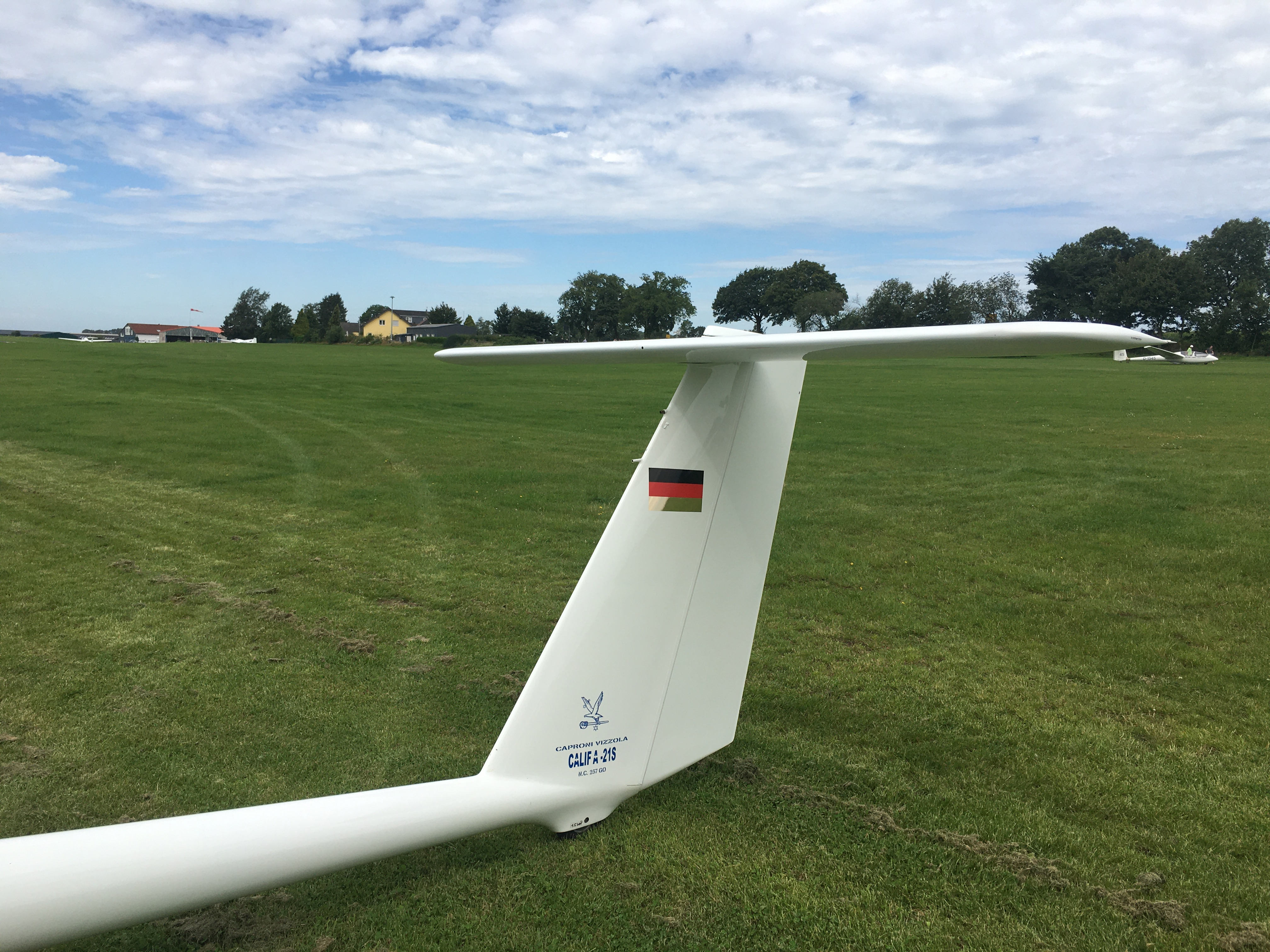
T-Leitwerk

Das Segelflugzeug ist ein Eindecker mit einem Flächenmittelstück sowie trapezförmigen Außenflächenstücken mit sehr hoher Streckung, Laminarprofil, einem Rumpf mit elliptischem Querschnitt und einem T-Leitwerk.
Mit einer Leermasse von etwa 440 kg und einer maximalen Abflugmasse von 644 kg erreicht der Calif eine Gleitzahl von 43,5 und eine Höchstgeschwindigkeit von 255 km/h.
Flügel

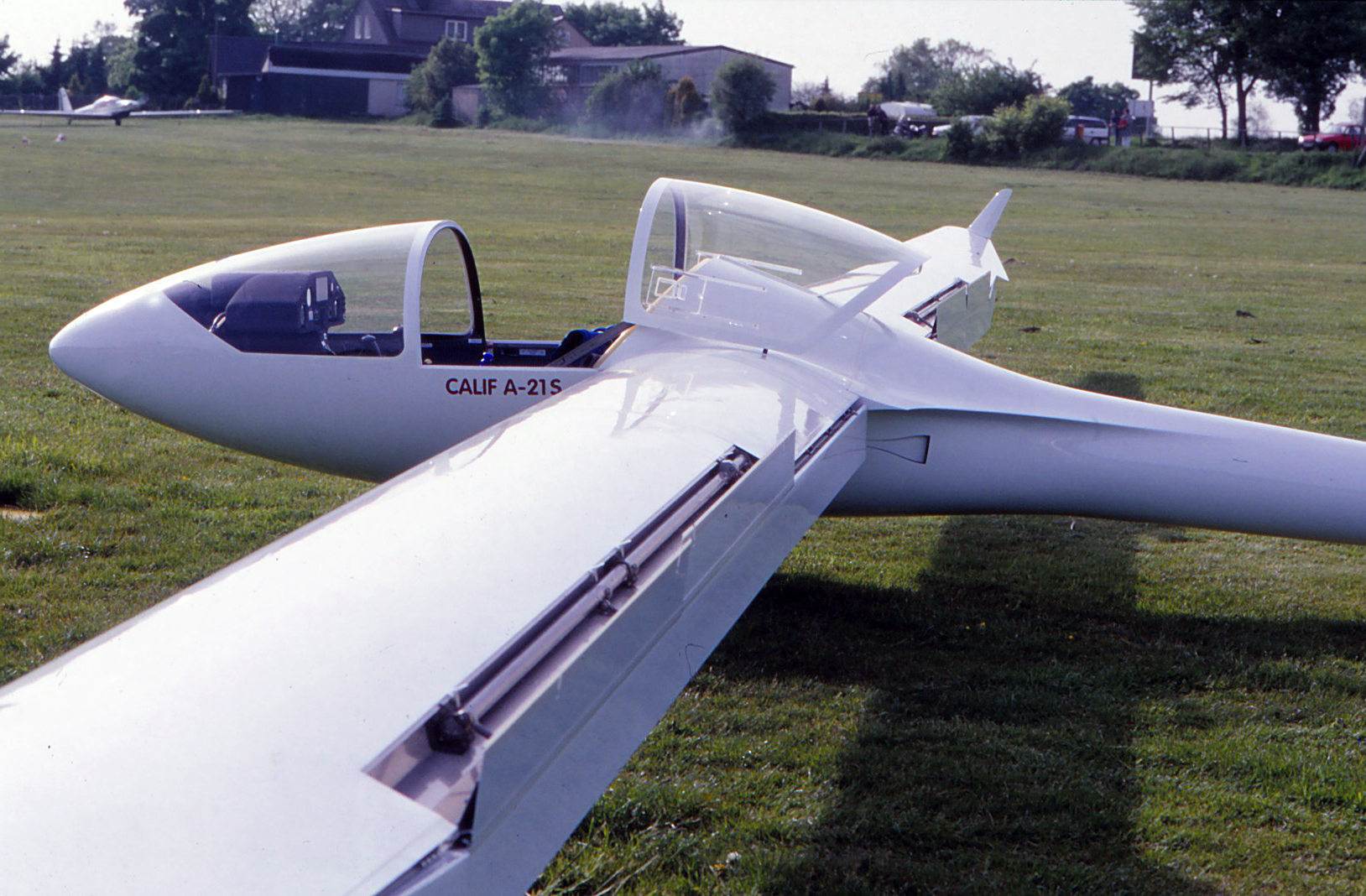
Calif A-21S mit ausgefahrenen Bremsklappen

Die dreiteilige Tragfläche mit einem Rechteck-Innenflügel und trapezförmigen Außenflügeln hat ein kombiniertes Störklappen- und Wölbklappensystem, das einem einzigen Hebel betätigt wird. Die auftriebserhöhenden Klappen können während des Fluges in einem bestimmten Geschwindigkeitsbereich auf alle Stellungen zwischen +8° (nach unten) und −8° (nach oben) eingestellt werden.
Rumpf
Der Rumpf besteht aus drei Elementen:
- Dem Vorderteil, dem eine GFK-Schale die Form gibt,
- dem Rumpfhauptteil aus einer Aluminiumlegierung, welches die Flügelanschlüsse, das Fahrwerk und die Gurtbefestigung enthält,
- dem Rumpfhinterteil, das aus einem metallenen, konischen Rohr besteht, und in dem das Spornrad sowie die Leitwerkbefestigungen untergebracht sind. Plexiglashaube und die GFK-Verkleidung für die Flügelanschlüsse sind leicht abzumontieren und ermöglichen so die Abnahme des Flächenmittelstücks.

Fahrwerk

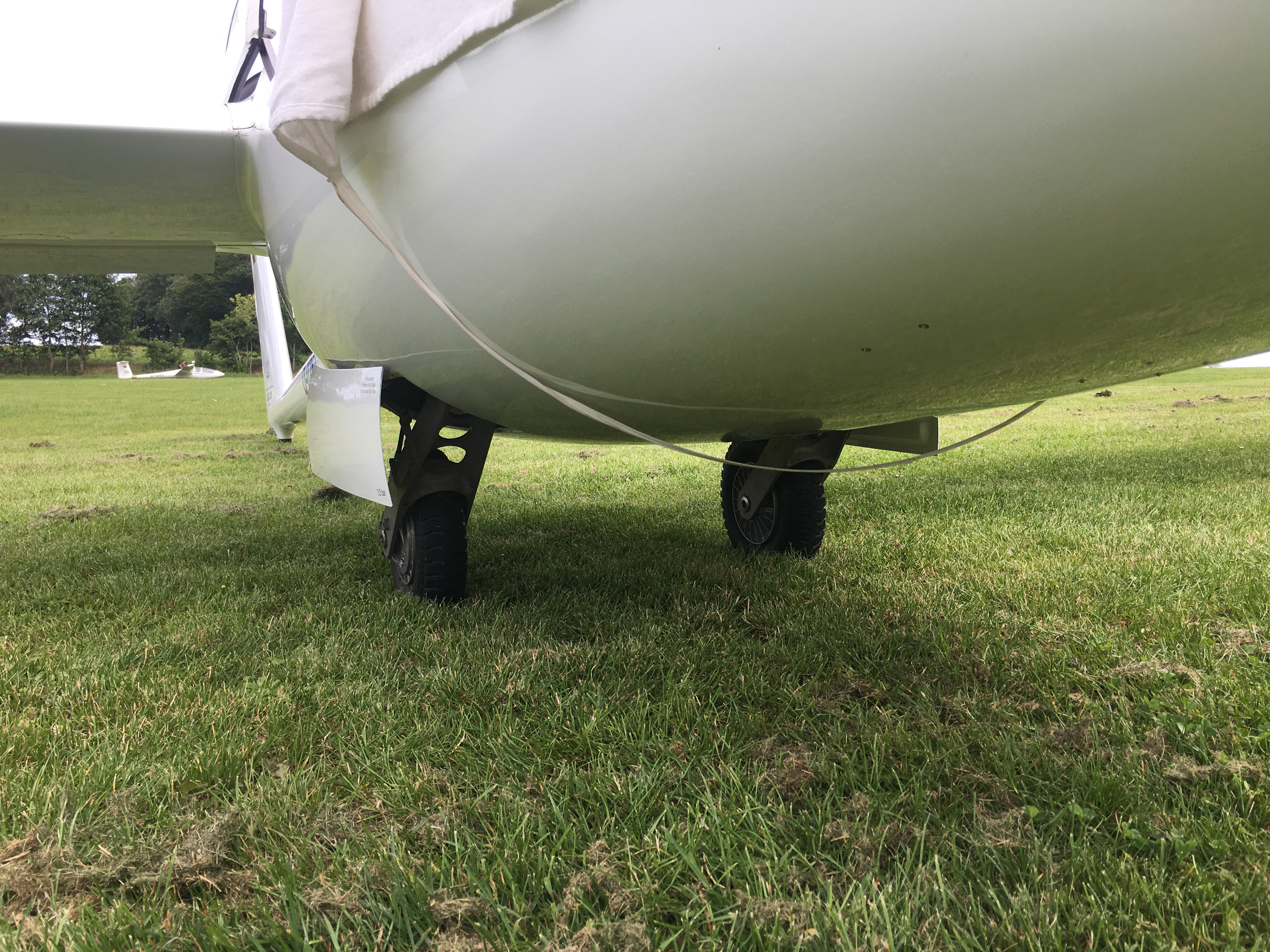
Zweirädriges Calif-Hauptfahrwerk

Das Fahrwerk besteht aus einem nach hinten einziehbaren, elastisch aufgehängten Zweiradhauptfahrwerk vor dem Flugzeugschwerpunkt und einem Spornrad.
Das Hauptfahrwerk wird im eingefahrenen Zustand durch eine zentrale Verriegelung gesichert, im ausgefahrenen Zustand durch zwei einzelne Verriegelungen, von denen sich eine im Fahrwerksmechanismus selbst, und die zweite im Fahrwerkshebel befindet und vom Piloten direkt betätigt wird. Die Hauptfahrwerksräder sind mit Bremsen ausgestattet und haben eine Bereifung der Größe 3.50-5. Das Heckrad hat die Abmessungen 200 × 50 mm.
Cockpit

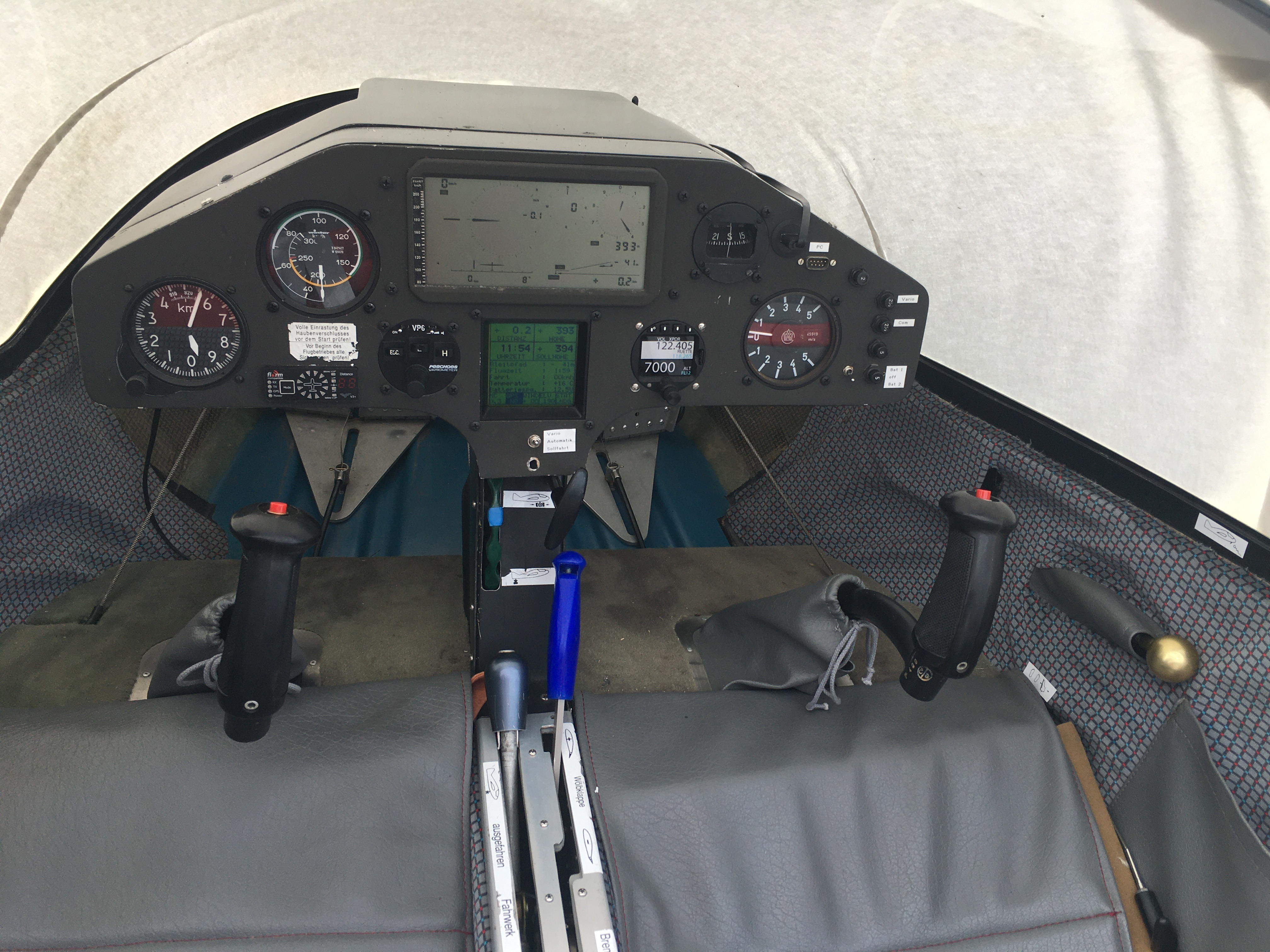
Cockpit der A-21S mit nebeneinanderliegenden Sitzen

Das Segelflugzeug ist mit einer Doppelsteuerung ausgestattet. Die Klappen- und Fahrwerksbetätigungshebel befinden sich auf dem Mittelteil zwischen den beiden Sitzen und können sowohl vom Piloten als auch vom Copiloten betätigt werden.

### Technische Daten
| Kenngröße                     | Calif A-14                                                        | Calif A-15                   | Calif A-21S                                                       | Calif A-21J                                                       | Calif A-21SJ                                                      |
| ----------------------------- | ----------------------------------------------------------------- | ---------------------------- | ----------------------------------------------------------------- | ----------------------------------------------------------------- | ----------------------------------------------------------------- |
| Erstflug                      | 1965                                                              | 1965                         | Dez. 1970                                                         | Ende Januar 1972                                                  | 1973                                                              |
| Verwendung                    | Leistungssegelflugzeug                                            | Leistungssegelflugzeug       | Schulflugzeug                                                     | Versuchsflugzeug                                                  | Versuchsflugzeug                                                  |
| Konstrukteur                  | Carlo Ferrarin, Livio Sonzio                                      | Carlo Ferrarin, Livio Sonzio | Carlo Ferrarin, Livio Sonzio                                      | Carlo Ferrarin                                                    | Carlo Ferrarin                                                    |
| Stückzahl                     | 1                                                                 | 1 (I-VIZA)                   | 53                                                                | 1                                                                 | 1(?)                                                              |
| Besatzung                     | 1                                                                 | 1                            | 1                                                                 | 1                                                                 | 1                                                                 |
| Passagiere                    | –                                                                 |                              | 1                                                                 | 1                                                                 | 1                                                                 |
| Länge                         | 7,27 m                                                            | 7,27 m                       | 7,73 m                                                            | 8 m                                                               | 7,84 m                                                            |
| Spannweite                    | 23 m                                                              | 23 m                         | 20,38 m                                                           | 20 m                                                              | 20,36 m                                                           |
| Höhe                          |                                                                   | 0,85 m                       | 1,61 m                                                            | 1,61 m                                                            | 1,919 m                                                           |
| Flügelfläche                  |                                                                   | 18,48 m²                     | 16,19 m²                                                          | 16 m²                                                             | 16,19 m²                                                          |
| Flügelstreckung               | 28,3                                                              | 28,6                         | 25,65                                                             | 25                                                                | 25,6                                                              |
| Flügelprofil                  | FX 67K-170/150 (Rechteck-Innenflügel) FX 60-126 (Außentragfläche) |                              | FX 67K-170/150 (Rechteck-Innenflügel) FX 60-126 (Außentragfläche) | FX 67K-170/150 (Rechteck-Innenflügel) FX 60-126 (Außentragfläche) | FX 67K-170/150 (Rechteck-Innenflügel) FX 60-126 (Außentragfläche) |
| Flächentiefe (Innenflügel)    |                                                                   |                              | 0,90 m                                                            | 0,90 m                                                            | 0,90 m                                                            |
| Flächentiefe (Randbogen)      |                                                                   |                              | 0,32 m                                                            |                                                                   |                                                                   |
| durchschnittliche Flügeltiefe |                                                                   |                              | 0,7944 m                                                          |                                                                   |                                                                   |
| Pfeilung am Hauptteil         |                                                                   |                              | 0°                                                                |                                                                   |                                                                   |
| Schränkung                    |                                                                   |                              | 0°                                                                |                                                                   |                                                                   |
| Gleitzahl                     | 51 bei 96 km/h                                                    |                              | 43                                                                |                                                                   |                                                                   |
| Geringstes Sinken             | 0,48 m/s bei 69 km/h                                              |                              | 0,6 m/s                                                           |                                                                   |                                                                   |
| Leermasse                     |                                                                   | 475 kg                       | 424 kg                                                            | 434 kg                                                            |                                                                   |
| Rüstmasse                     |                                                                   |                              |                                                                   |                                                                   | 528 kg                                                            |
| Startmasse                    |                                                                   | 680 kg                       | 644 kg (max.)                                                     | 700 kg (max.)                                                     | 808 kg                                                            |
| Triebwerke                    | –                                                                 | –                            | –                                                                 | ein Turbojet Sermel TRS 18, ≈1 kN                                 |                                                                   |
| Mindestgeschwindigkeit        | 54 km/h                                                           |                              |                                                                   | 75 km/h                                                           | 63 km/h                                                           |
| Höchstgeschwindigkeit         |                                                                   |                              | 255 km/h                                                          | 300 km/h                                                          | 255 km/h                                                          |
| max. Steiggeschwindigkeit     |                                                                   |                              |                                                                   | 4,1 m/s                                                           |                                                                   |
| Dienstgipfelhöhe              |                                                                   |                              |                                                                   | 13.500 m                                                          | 36.000 ft (ca. 10.970 m)                                          |